# Pompaire
Pompaire település Franciaországban, Deux-Sèvres megyében. Lakosainak száma 2052 fő (2022. január 1.). Pompaire Beaulieu-sous-Parthenay, La Chapelle-Bertrand, Parthenay, Le Tallud és Saint-Pardoux-Soutiers községekkel határos.

## Népesség
A település népességének változása:
| Lakosok száma | 2013 | 2011 | 2066 | 2001 | 1997 | 1992 | 2013 | 2032 | 2052 |
|               | 2013 | 2015 | 2016 | 2017 | 2018 | 2019 | 2020 | 2021 | 2022 |